# Nuria M. Deaño
Nuria M. Deaño es editora nació en Madrid, 1971, traductora y periodista. Actualmente trabaja como editora en el Círculo de Bellas Artes de Madrid. Ha traducido películas, ensayo, novela y libros infantiles. Como periodista ha colaborado con distintos medios, entre otros, Radio RAI, Radio Svizzera Italiana, el suplemento El Viajero del diario El País, o Caballo Verde, el desaparecido suplemento cultural de La Razón.
Nuria M. Deaño, editora, traductora y periodista, debuta como novelista con su obra Me llamaré Silver Stardust (Alrevés Editorial,2023), un retrato sobre los daños generados por la vida afectiva de los años setenta a una generación de jóvenes que terminó cambiando su futuro por las drogas tras nacer en el franquismo. Una dictadura que especialmente marcó la vida de las mujeres de toda una generación.